# Memphis jookin
Le Memphis jookin est un style de danse hip-hop originaire de Memphis (Tennessee).

## Description
Le Memphis jookin consiste en des ondulations du torse, des serpentements et des ondulations des bras et des levers de genoux. Cette danse comporte beaucoup d'actions de talons et de pointes, dont la rotation et le glissement des pointes. Le haut et le bas du corps peuvent être mobilisés en même temps, ou parfois une séquence peut démarrer de haut en bas et inversement,.
Le Memphis jookin emprunte parfois au ballet voire à l'illusionnisme. Il existe de nombreux mouvements de Memphis jookin, comme le tutting, qui consiste à styliser les mouvements de ses mains comme sur un hiéroglyphe ; le icing, dans lequel le danseur donne l'impression de glisser ; ou le pac-manning, qui consiste à mimer le personnage Pac-Man avec ses pieds comme si l'un chassait l'autre.

## Histoire

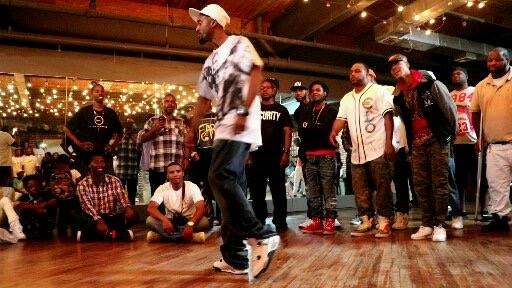
Le danseur Jaquency en train de danser le gangsta walk.

L'origine du Memphis jookin remonte à la buck jump dance, danse héritée de La Nouvelle-Orléans apparue à la fin des années 1980 dans les patinoires et les boîtes de nuit hip-hop de Memphis. Semblable au mosh, les danseurs de buck jump dance bougent de manière agressive en lançant des coups de coude, en piétinant et en lançant leurs poings en l'air,,.
La buck jump dance se codifie avec le temps et donne naissance au gangsta walk. Si la danse est similaire à la buck jump dance, les danseurs la pratiquent en se déplaçant en cercles sur la piste de danse. À l'époque, les danseurs se font connaître via des cassettes VHS faites maison circulant de main en main et dansent sur du rap de Memphis comme DJ Spanish Fly, Three 6 Mafia ou 8Ball and MJG,,. La danse se propage dans l'Arkansas et dans le Mississippi.
Dans les années 1990, le rappeur MC Hammer découvre cette danse via l'un de ses danseurs originaires de Memphis, puis la performe à la télévision et y fait référence dans sa chanson 2 Legit 2 Quit. C'est la première fois que cette danse est dévoilée à une audience nationale. La danse devient de plus en plus populaire à Memphis au fur et à mesure que la scène hip-hop s'y développe. De nombreuses variations de la danse se développent au sein des différents quartiers de Memphis, comme le choppin des quartiers Westwood et Whitehaven.
Né du gangsta walk, le Memphis jookin apparaît sans nom déterminé et est aussi bien appelé choppin' ou buckin'. La série de DVD Memphis jookin entérine ce nom dans les années 2000. Tandis que le gangsta walk est principalement centré sur le jeu de pieds, le Memphis jookin mobilise tout le corps,. Il est initialement popularisé par Crunchy Black, membre du groupe Three 6 Mafia.
Avec l'arrivée d'Internet, le Memphis jookin s'exporte internationalement grâce aux vidéos qui circulent sur YouTube, notamment à travers les vidéos de Lil Buck,.